# Delta Coronae Australis
Delta Coronae Australis (δ Coronae Australis, förkortat Delta CrA, δ  CrA) som är stjärnans Bayerbeteckning, är en ensam stjärna belägen i den östra delen av stjärnbilden Södra kronan. Den har en skenbar magnitud på 4,57 och är synlig för blotta ögat där ljusföroreningar ej förekommer. Baserat på parallaxmätning inom Hipparcosuppdraget på ca 18,3 mas, beräknas den befinna sig på ett avstånd på ca 179 ljusår (ca 55 parsek) från solen. 

## Egenskaper
Delta Coronae Australis är en orange till röd jättestjärna av spektralklass K1 III. Den har massa som är ca 1,6 gånger större än solens massa, en radie som är ca 9,3 gånger större än solens och utsänder från dess fotosfär ca 53 gånger mer energi än solen vid en effektiv temperatur av ca 4 800 K.